# Južna Rodezija
Južna Rodezija (eng. The Colony of Southern Rhodesia) je bila samoupravna britanska krunska kolonija u južnoj Africi. Postojala je od 1923. do 1980. godine. Njen se teritorij poklapa s današnjim Zimbabveom. Nakon što je 1965. jednostrano proglasila neovisnost Jednostrana deklaracija neovisnosti Rodezije (Unilateral Declaration of Independence, UDI), postojala je kao samoproglašena nepriznata država Rodezija sve do 1979., kad se rekonstitirala pod domorodačkom vlašću Afrikanaca kao Zimbabve Rodezija, koja također nije bila međunarodno priznata. Nakon međurazdoblja britanske kontrole nakon Sporazuma u kući Lancaster prosinca 1979., zemlja je stekla međunarodno priznatu neovisnost kao Zimbabve travnja 1980. godine.

## Vanjske poveznice
- Window on Rhodesia, arhiv o povijesti i životu u Rodeziji (eng.)